# 771
| 771                |
| ------------------ |
| Dødsfald - Fødsler |
|                    |

| Gregoriansk kalender | 771 DCCLXXI             |
| Ab urbe condita      | 1524                    |
| Armensk kalender     | 220 ԹՎ ՄԻ               |
| Kinesiske kalender   | 3467 – 3468 庚戌 – 辛亥 |
| Etiopisk kalender    | 763 – 764               |
| Jødisk kalender      | 4531 – 4532             |
| Hindukalendere       |                         |
| - Vikram Samvat      | 826 – 827               |
| - Shaka Samvat       | 693 – 694               |
| - Kali Yuga          | 3872 – 3873             |
| Iransk kalender      | 149 – 150               |
| Islamisk kalender    | 154 – 155               |

Konge i Danmark: Godfred ?-?
Se også 771 (tal)

## Begivenheder
- Karl, senere kendt som Karl den Store, bliver konge over hele Frankerriget efter broderen Karlomans død.
- Desiderata bliver skilt fra Karl den Store
- Hildegard af Vinzgau bliver gift med Karl den Store

## Dødsfald
- 4. december – Karloman, konge af Austrasien, 768-771, (født 751).